# Slesvig (område)
 For alternative betydninger, se Slesvig. (Se også artikler, som begynder med Slesvig)
Slesvig er området mellem Ejderen og Kongeåen og udgjorde tidligere Hertugdømmet Slesvig, men er i dag delt mellem Sønderjylland, der ligger i Danmark (tidligere officielt omtalt som "De Sønderjyske Landsdele", og af det tyske mindretal ofte kaldt Nordslesvig) og Sydslesvig i det nordlige Tyskland. Den historiske hovedby i Slesvig, som området er blevet opkaldt efter, er Slesvig by.